# Élections législatives de 1967 dans le Gers
Les élections législatives françaises de 1967 se déroulent les 5 et 12 mars 1967. Dans le département du Gers, deux députés sont à élire dans le cadre de deux circonscriptions.

## Élus
| Circonscription | Député sortant        | Parti | Parti | Député élu ou réélu   | Parti | Parti       |
| --------------- | --------------------- | ----- | ----- | --------------------- | ----- | ----------- |
| 1re             | Paul Vignaux          |       | SFIO  | Paul Vignaux          |       | SFIO (FGDS) |
| 2e              | Pierre de Montesquiou |       | CR    | Pierre de Montesquiou |       | CR          |

## Résultats

### Résultats à l'échelle du département
| Parti                                                 | Parti                                                 | Parti                                          | Premier tour | Premier tour | Second tour | Second tour | Sièges |
| Parti                                                 | Parti                                                 | Parti                                          | Voix         | %            | Voix        | %           | Sièges |
| ----------------------------------------------------- | ----------------------------------------------------- | ---------------------------------------------- | ------------ | ------------ | ----------- | ----------- | ------ |
|                                                       |                                                       | Centre démocrate                               | 35 782       | 40,42        | 47 409      | 52,13       | 1      |
| Total Progrès et démocratie moderne                   | Total Progrès et démocratie moderne                   | 35 782                                         | 40,42        | 47 409       | 52,13       | 1           |        |
|                                                       |                                                       | Section française de l'Internationale ouvrière | 24 242       | 27,39        | 43 543      | 47,87       | 1      |
| Total Fédération de la gauche démocrate et socialiste | Total Fédération de la gauche démocrate et socialiste | 24 242                                         | 27,39        | 43 543       | 47,87       | 1           |        |
|                                                       |                                                       | Union des démocrates pour la Ve République     | 10 815       | 12,22        | Retrait     | Retrait     | 0      |
| Total Union des républicains de progrès               | Total Union des républicains de progrès               | 10 815                                         | 12,22        | 0            | Retrait     | Retrait     |        |
|                                                       | Parti communiste français                             | Parti communiste français                      | 13 113       | 14,81        | Retrait     | Retrait     | 0      |
|                                                       | Parti socialiste unifié                               | Parti socialiste unifié                        | 4 567        | 5,16         |             |             | 0      |
|                                                       |                                                       |                                                |              |              |             |             |        |
| Inscrits                                              | Inscrits                                              | Inscrits                                       | 114 930      | 100,00       | 114 913     | 100,00      | 2      |
| Abstentions                                           | Abstentions                                           | Abstentions                                    | 24 474       | 21,29        | 21 750      | 18,93       |        |
| Votants                                               | Votants                                               | Votants                                        | 90 456       | 78,71        | 93 163      | 81,07       |        |
| Blancs et nuls                                        | Blancs et nuls                                        | Blancs et nuls                                 | 1 937        | 2,14         | 2 211       | 2,37        |        |
| Exprimés                                              | Exprimés                                              | Exprimés                                       | 88 519       | 97,86        | 90 952      | 97,63       |        |

### Résultats par circonscription

#### Première circonscription (Auch)
| Candidat       | Candidat                   | Parti          | Premier tour | Premier tour | Second tour | Second tour |  |
| Candidat       | Candidat                   | Parti          | Voix         | %            | Voix        | %           |  |
| -------------- | -------------------------- | -------------- | ------------ | ------------ | ----------- | ----------- |  |
|                | Patrice Brocas             | CD (PDM)       | 15 547       | 33,89        | 22 951      | 48,68       |  |
|                | Paul Vignaux sortant réélu | SFIO (FGDS)    | 14 302       | 31,17        | 24 197      | 51,32       |  |
|                | Jean-Louis Quéreillahc     | UD-Ve          | 8 181        | 17,83        | Retrait     | Retrait     |  |
|                | Augustin Pujol             | PCF            | 7 849        | 17,11        | Retrait     | Retrait     |  |
|                |                            |                |              |              |             |             |  |
| Inscrits       | Inscrits                   | Inscrits       | 60 073       | 100,00       | 60 063      | 100,00      |  |
| Abstentions    | Abstentions                | Abstentions    | 13 097       | 21,8         | 11 446      | 19,06       |  |
| Votants        | Votants                    | Votants        | 46 976       | 78,2         | 48 617      | 80,94       |  |
| Blancs et nuls | Blancs et nuls             | Blancs et nuls | 1 097        | 2,34         | 1 469       | 3,02        |  |
| Exprimés       | Exprimés                   | Exprimés       | 45 879       | 97,66        | 47 148      | 96,98       |  |

#### Deuxième circonscription (Condom)
| Candidat       | Candidat                            | Parti          | Premier tour | Premier tour | Second tour | Second tour |  |
| Candidat       | Candidat                            | Parti          | Voix         | %            | Voix        | %           |  |
| -------------- | ----------------------------------- | -------------- | ------------ | ------------ | ----------- | ----------- |  |
|                | Pierre de Montesquiou sortant réélu | CR (PDM)       | 20 235       | 47,46        | 24 458      | 55,84       |  |
|                | Abel Abeillé                        | SFIO (FGDS)    | 9 940        | 23,31        | 19 346      | 44,16       |  |
|                | Hubert Sentex                       | PCF            | 5 264        | 12,35        |             |             |  |
|                | Alexandre Baurens                   | PSU            | 4 567        | 10,71        |             |             |  |
|                | Armand Vigneu                       | UD-Ve          | 2 634        | 6,18         |             |             |  |
|                |                                     |                |              |              |             |             |  |
| Inscrits       | Inscrits                            | Inscrits       | 54 857       | 100,00       | 54 850      | 100,00      |  |
| Abstentions    | Abstentions                         | Abstentions    | 11 377       | 20,74        | 10 304      | 18,79       |  |
| Votants        | Votants                             | Votants        | 43 480       | 79,26        | 44 546      | 81,21       |  |
| Blancs et nuls | Blancs et nuls                      | Blancs et nuls | 840          | 1,93         | 742         | 1,67        |  |
| Exprimés       | Exprimés                            | Exprimés       | 42 640       | 98,07        | 43 804      | 98,33       |  |